# Tovo San Giacomo
Tovo San Giacomo é uma comuna italiana da região da Ligúria, província de Savona, com cerca de 2.165 habitantes. Estende-se por uma área de 9 km², tendo uma densidade populacional de 241 hab/km². Faz fronteira com Borgio Verezzi, Calice Ligure, Finale Ligure, Giustenice, Magliolo, Pietra Ligure, Rialto.

## Demografia
| Variação demográfica do município entre 1861 e 2011                               |
|                                                                                   |
| Fonte: Istituto Nazionale di Statistica (ISTAT) - Elaboração gráfica da Wikipedia |